# Єжи Адамський
Єжи Адамський (пол. Jerzy Adamski; 14 березня 1937 — 6 грудня 2002) — польський боксер, срібний призер Олімпійських ігор 1960, чемпіон Європи серед аматорів.

## Спортивна кар'єра
У 1956 році виграв свій перший чемпіонат Польщі в легшій вазі. Згодом ще п'ять разів, у 1959, 1960, 1961, 1962 та 1964 роках, вигравав національну першість у напівлегкій вазі.
На чемпіонаті Європи 1957 в категорії до 54 кг програв в другому бою Джанфранко Піовезані (Італія).
У 1959 завоював титул чемпіона Європи в категорії до 57 кг, здобувши перемоги над Кальманом Дубовським (Угорщина), Сандро Лопополо (Італія), Андре Юнкером (Франція) і вигравши фінал у Пітера Гошка (ФРН).
На Олімпійських іграх 1960 став срібним призером.
- В 1/16 фіналу переміг Суміт Ліянаге (Цейлон) — 5-0
- В 1/8 фіналу переміг Сузукі Сінецу (Японія) — 5-0
- В 1/4 фіналу переміг Ернста Червета (Швейцарія) — 5-0
- В 1/2 фіналу переміг Вільяма Меєрса (ПАР) — 4-1
- У фіналі програв Франческо Муссо (Італія) — 1-4

На чемпіонаті Європи 1963 став бронзовим призером, після перемоги над Полом Бадде (ФРН) поступившись у півфіналі радянському боксеру Станіславу Степашкіну.